# Stanisław Kasap
Stanisław Michajłowicz Kasap (ros.) Станислав Михайлович Касап (ur. 21 sierpnia 1983 w Tyraspolu) – naddniestrzański polityk i prawnik, od 2017 wicepremier, a od 27 do 30 maja 2022 tymczasowy premier Naddniestrza.

## Życiorys
W 2000 ukończył gimnazjum humanistyczno-matematyczne w Tyraspolu, a w 2005 studia prawnicze na Naddniestrzańskim Uniwersytecie Państwowym im. Tarasa Szewczenki w Tyraspolu. Pomiędzy 2003 a 2010 zatrudniony w ministerstwie sprawiedliwości Naddniestrza, gdzie doszedł do stanowiska dyrektora departamentu. Później do 2017 pracował jako doradca prawny w spółce „Tiroteks-Energo” oraz jako asystent deputowanego Rady Najwyższej Naddniestrza. Od 2014 członek państwowej komisji wyborczej. 6 marca 2017 objął stanowisko wicepremiera odpowiedzialnego za regulacje prawne i współpracę z administracją państwową, a także szefa kancelarii premiera. 26 maja 2022 po dymisji Aleksandra Martynowa został tymczasowym premierem. Zakończył pełnienie funkcji 30 maja tegoż roku, pozostając wicepremierem.
Wyróżniany rządowymi i resortowymi odznaczeniami za pracę.